# Rubén Darío

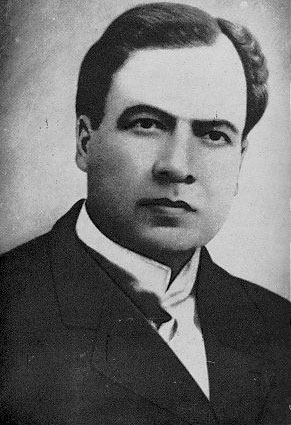
Rubén Darío

Rubén Darío (Metapa, tegenwoordig Ciudad Darío, 18 januari 1867 – León, 6 februari 1916) was een Nicaraguaans schrijver en dichter. Zijn oorspronkelijke naam is Felix Rubén García-Sarmiento, hij heeft later zijn oude familienaam, Darío, aangenomen.

## Biografie
Al een maand na zijn geboorte verhuist Rubén van Metape naar de stad León. Zijn ouders zijn al snel gescheiden en Rubén is door zijn peetoom, Colonel Felix Ramírez, opgevoed. Zijn bijnaam was El Niño Poeta, het dichterskind, al op zijn twaalfde publiceerde hij zijn eerste gedichten. In 1882 probeerde Darío een beurs te krijgen om in Europa te gaan studeren. Daartoe droeg hij een van zijn gedichten, El Libro, voor voor de conservatieve Nicaraguaanse autoriteiten. De beurs werd hem geweigerd, het gedicht zou te liberaal zijn, een verblijf in Europa zou anti-godsdienstige gevoelens kunnen versterken. In plaats van Europa gaat Darío naar El Salvador. Daar ontmoette hij de dichter Francisco Gavidia, die hem inwijdde in de Franse poëzie. De structuur hiervan zou later in Darío’s werk continu terug te vinden zijn.
In 1886 vertrok Darío naar Chili, geen succesvolle keuze. Z’n werk in de journalistiek verloopt niet goed en om zijn donkerder huidskleur werd hij in Chili gediscrimineerd. Hij schrijft wel een roman, Emelina (geen succes), en meerdere gedichten. Nog in Chili schrijft hij zijn eerste grote werk, Azul. Het werk trekt al snel de aandacht van de critici. Terug in Managua trouwde Darío in 1890 met Rafaela Contreras, en in 1891, ze wonen dan in Costa Rica, werd zijn zoon Ruben Darío Contreras geboren. Op de vlucht voor een revolutie vestigde het stel zich in Guatemala. In 1892 ging Darío naar Spanje, om in opdracht van de Nicaraguaanse regering daar de festiviteiten rond de 400-jarige ontdekking van Amerika bij te wonen. In 1893 overlijdt Rafaela in El Salvador, Ruben was nog in Nicaragua. Hij zocht zijn troost in de alcohol.
Een dieptepunt was zijn huwelijk met een ex-vriendin, Rosario Murillo. De broer van Rosario ontdekt het stel met elkaar in bed en dwingt Ruben (met een revolver) om te trouwen. Een dag later, toen Darío met een kater wakker werd kon hij zich van de voorgeschiedenis niets herinneren, maar was hij wel getrouwd. Niet dat het veel uitmaakte, hij werd vervolgens verliefd op Francisca Sanchez en ging met haar samenwonen. Darío heeft zich niet tot deze vrouwen beperkt, hij heeft meerdere kinderen verwekt bij meerdere vrouwen over de hele wereld en hij bleef (te) veel drinken.
In 1893 werd Darío aangesteld als ambassadeur voor Colombia. Vandaar reisde hij naar Panama en naar Argentinië. In 1896 Dario kwam Los Raros uit, gedichten over andere schrijvers zoals Poe, Lautreamont, en Ibsen. In Prosas Profanas (1896) werkte Darío zijn ritmische stijl en aanpak uit. Op 31-jarige leeftijd ging Darío voor de Argentijnse krant La Nación werken.

In 1903 werd hij benoemd tot de Nicaraguaanse ambassadeur in Parijs. Hij kwam daar in contact met de Parijse literaire wereld, met de symbolisten. In Cantos de vida y esperanza (1905) laat hij zien hoe de kunst de natuur overwint, hoe zij harmonie schept in een schijnbare chaos.
Vanaf 1910 ging het bergafwaarts met Darío. Zijn overmatige drankgebruik begon zijn tol te eisen. Hij sloot zich meer en meer af op het eiland Majorca. Daar begon hij aan een roman, La isla de oro, waarin hij analyseert hoe, aan de vooravond van wat de Eerste Wereldoorlog zal worden, de spanningen in Europa oplopen. De roman werd nooit voltooid. In 1912 publiceerde Darío zijn autobiografie. In 1914 kreeg hij in New York de zilveren medaille van de Hispanic Society of America. Darío keerde terug naar Nicaragua waar hij in 1916 op 49-jarige leeftijd overleed. Hij werd op 13 februari 1916 onder enorme belangstelling begraven in de kathedraal van León.
In Madrid is het metrostation Rubén Darío naar hem genoemd.

## Darío’s werk
De gedichten van Ruben Darío zijn muzikaal, expressief, geschreven met een groot gevoel voor taal, ritme en rijm. Ze behoren tot de beste ooit in de Spaanse taal geschreven. Zijn manier van schrijven heeft de poëzie in het Spaans omgegooid en gemoderniseerd.

Darío heeft zijn leven lang veel gepresteerd. Hij publiceerde vanaf 1879 tot 1914. Erkenning kreeg hij met name door de publicatie van Azul. Het hoogtepunt van zijn werk is Cantos de Vida y Esperanza (1905), de kern van het boek is de zoektocht van Darío naar hogere bewustzijnsniveaus.